# Mason Bennett
Mason Bennett (Shirebrook, 15 luglio 1996) è un calciatore inglese, centrocampista dell'Harrogate Town.

## Caratteristiche tecniche
È un trequartista.

## Carriera

### Club
Cresciuto nel settore giovanile del Derby County, ha esordito in prima squadra il 22 ottobre 2011 disputando l'incontro di Championship perso 2-0 contro il Middlesbrough. Negli anni seguenti è stato ceduto in prestito a squadre militanti in Football League One e Football League Two, fino al 2018 quando è stato confermato nella rosa del club bianconero.

### Nazionale
Ha giocato nelle nazionali giovanili inglesi Under-16, Under-17 ed Under-19.